# Badminton Schotland
Badminton Schotland (lokaal: BadmintonScotland) is de nationale badmintonbond van Schotland.
De huidige president van de Schotse bond is Christine Black, zij is de president van een bond met 7.500 leden, die verdeeld zijn over 398 verschillende badmintonclubs. De bond is sinds 1968 aangesloten bij de Europese Bond.